# Sipán
Sipán es una localidad de la comarca Hoya de Huesca que pertenece al municipio de Loporzano en la Provincia de Huesca. Situada en una colina rodeada de algunas otras, en el vario oeste del río Guatizalema, su distancia a Huesca es de 12 km

## Historia
- El 22 de enero de 1275 Marco Ferriz reconoció que sus padres habían vendido el castillo y villa de Sipán al monasterio de Montearagón (NAVARRO TOMÁS, Documentos Lingüísticos, nº.33)
- En 1279 la iglesia era de Montaragón (RIUS, Rationes, p.7)
- En 1566 era del abad de Montearagón (DURÁN,Un informe, p.293)
- En 1845 se le une Loscertales.
- A mediados de septiembre de 1936, durante la Guerra Civil, la columna anarquista Roja y Negra establece su cuartel General para preparar la reconquista de Huesca
- Fue municipio hasta 1966, fecha en la que se integra al municipio de Loporzano.

## Demografía
| Gráfica de evolución demográfica de Sipán entre 1842 y 1960 |
| |
| Población de derecho según los censos de población del INE Población de hecho según los censos de población del INEEntre el censo de 1857 y el anterior, crece el término del municipio porque incorpora a Loscertales Entre el censo de 1970 y el anterior, este municipio desaparece porque se integra en el municipio Loporzano |

| 1970 | 2000 | 2001 | 2002 | 2003 | 2004 |
| ---- | ---- | ---- | ---- | ---- | ---- |
| 31   | 10   | 8    | 12   | 5    | 7    |

## Monumentos
- Parroquia dedicada a Santa María Magdalena
- Ermita de Santa Lucía